# Ouéssa
Ouéssa è un dipartimento del Burkina Faso classificato come comune, situato nella Provincia di Ioba, facente parte della Regione del Sud-Ovest.
Il dipartimento si compone del capoluogo e di altri 6 villaggi: Bekotenga, Dianlé, Hamélé, Kierrim, Kolinka e Langlé.